# China-EU School of Law
China-EU School of Law (CESL) es una facultad universitaria de ciencias políticas y derecho de la Universidad de Ciencias Políticas y Derecho de China (CUPL). Es un proyecto conjunto del gobierno chino y de la Unión Europea realizado por un consorcio de 13 universidades europeas y 4 universidades chinas y centros de enseñanza. Por parte de España, la Universidad Autónoma de Madrid participa en el proyecto. La función de China-EU School of Law es apoyar al gobierno chino para conseguir una sociedad basada en la constitucionalidad.
La facultad de derecho ofrece a los estudiantes internacionales un máster de derecho europeo e internacional en inglés (Master of European and International Law - MEIL) y un semestre de derecho chino en el extranjero en inglés (CLTE). Además en este centro se incluye un programa de formación para jueces, fiscales y abogados chinos al igual que un programa de investigación chino-europea.